# Long Ball

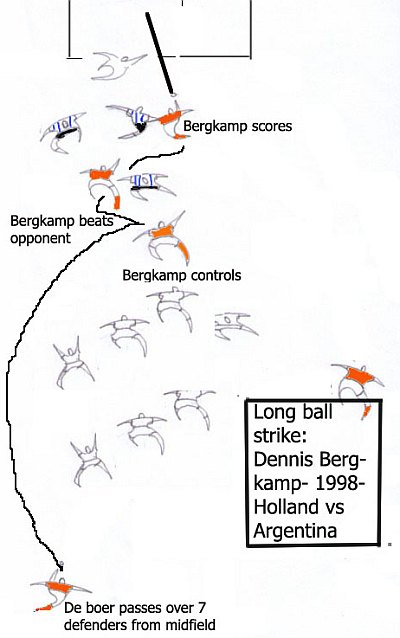
Desenho mostrando um gol marcado na Copa de 1998 ao melhor estilo "Long Ball". Com 3 toques a equipe chega ao gol: Chutão do goleiro, escorada de cabeça do pivô, para um terceiro jogador chutar e marcar.

Long Ball, também conhecido por Kick and Rush é um estilo de jogo de futebol criado pelo inglês Charles Reep na década de 1950. Ele criou este modo de jogo após computar e analisar, estatisticamente, dados de 2.200 jogos.
Foi esse o estilo de jogo que o futebol britânico ficou conhecido por praticar até os anos 90. Até hoje as seleções de países que foram colonizados pelos Ingleses (Austrália, por exemplo), são adeptas deste estilo de jogo.
Além disso, até hoje este estilo de jogo tem sido adotadas por equipes desesperadas em marcar um gol ao final de uma partida, quando o resultado está adverso. Aonde quer que a falta seja marcada para sua equipe, todos os jogadores correm para a área adversária para tentar receber um passe dado via chutão pelo goleiro. Foi assim que o Chelsea eliminou o PSG, nas quartas de final da Liga dos Campeões de 2013-14, com um gol marcado por Demba Ba aos 42 do segundo tempo.

## O Estilo de Jogo Long Ball
Em seus estudos, Reep concluiu que à medida que uma equipe ia trocando passes entre seus jogadores, aumentava a porcentagem de erro, e, portanto, a porcentagem de perder a bola para a equipe rival e tomar o contra-ataque. Os seus números indicavam que 92% das jogadas acabavam com o quarto passe. A partir desses números, Reep criou a teoria de que para se chegar ao gol adversário cada equipe não deve superar uma sequência de mais de 3 passes.
As teorias de Reep entendiam o futebol da seguinte maneira: passes longos sistemáticos, a partir da zona defensiva, para as corridas de extremos muito rápidos, de preferência sem passagem pelo meio-campo, já que os meio-campistas deviam funcionar essencialmente como recuperadores.
Em 1980, Graham Taylor, um jovem e promissor treinador, resolveu por a prova as teorias de Reep. Foi com este estilo de jogo que o Watford, treinado por Graham Taylor, tornou-se sensação no futebol inglês naquela década. Mais recentemente, o Leicester, campeão inglês em 2016, fez sucesso bebendo um pouco da fonte das teorias de Reep.
Em 2013, foi lançado o livro "Os Números do Jogo - Por que tudo o que você sabe sobre futebol está errado", de David Sally e Chris Anderson, que conta em detalhes as teorias de Reep.